# Campeonato Capixaba de Futebol de 2016 - Série A
O Campeonato Capixaba de Futebol de 2016, organizado pela FES, foi a 100ª edição do campeonato. Iniciou-se em 28 de janeiro, reunindo dez equipes, sendo oito participantes do Capixabão de 2015 e a campeã e vice do Série B de 2015. 
A Desportiva Ferroviária tornou-se campeã pela 18ª vez em sua história e o Espírito Santo o vice-campeão.

## Regulamento
A fórmula de disputa segue a mesma do ano de 2015, onde o campeonato é dividido em Primeira Fase, Hexagonal Semifinal, Final e Quadrangular de Rebaixamento. O campeão ganha o direito de disputar a Copa do Brasil de 2017, a Série D de 2016 e a Série D de 2017. O vice-campeão também ganha uma vaga na Série D de 2016. As duas últimas equipes no Quadrangular de Rebaixamento descem à Série B de 2017. Além disso, o vice-campeão e o terceiro colocado classificam-se para o Torneio Seletivo juntamente com os dois melhores colocados da Copa Espírito Santo de 2016 dentre os participantes da Série A. O campeão da Seletiva é o outro representante capixaba da Série D de 2017.

### Primeira Fase
Na Primeira Fase, as dez equipes estão divididas em dois grupos regionalizados, jogando em turno e returno dentro de cada um deles independentemente. Os seis melhores colocados disputam o Hexagonal Semifinal, enquanto os quatro últimos disputam o Quadrangular do Rebaixamento.

### Hexagonal Semifinal
No hexagonal, as seis equipes classificados se enfrentam em turno e returno. As duas melhores equipes após todos os jogos estão classificadas para a Final do campeonato.

### Quadrangular do Rebaixamento
Este quadrangular defini as duas equipes rebaixadas à Série B 2017. As quatro equipes se enfrentam em turno e returno, sendo que as duas piores equipes classificadas sofrem o descenso.

### Final
Os dois classificados da fase anterior se enfrentam em duas partidas, sendo que, o clube que teve melhor campanha no Hexagonal Semifinal, tem mando de campo na segunda partida. Em caso de empate em pontos, o primeiro critério de desempate é o saldo de gols. Caso o empate persista, o confronto é decidido através de pênaltis. 

### Critérios de desempate
Os critérios de desempate foram aplicados na seguinte ordem:
1. Maior número de vitórias
2. Maior saldo de gols
3. Maior número de gols pró (marcados)
4. Confronto direto
5. Menor número no somatório de cartões vermelhos (3 pontos cada) e cartões amarelos (1 ponto cada)
6. Sorteio

## Participantes
| Clube                  | Cidade                  | Temporada 2015          | Estádio                          | Capacidade  | Títulos (último) |
| ---------------------- | ----------------------- | ----------------------- | -------------------------------- | ----------- | ---------------- |
| Atlético Itapemirim    | Itapemirim              | 5º da Série A           | José Olívio Soares Sumaré[a]     | 1 000 6 000 | 0 (não possui)   |
| Desportiva Ferroviária | Cariacica               | Vice-campeão da Série A | Arena Unimed Sicoob              | 7 700       | 17 (2013)        |
| Doze                   | Vitória                 | Vice-campeão da Série B | Sumaré[b] Arena Unimed Sicoob[c] | 6 000 7 700 | 0 (não possui)   |
| Espírito Santo         | Vitória                 | Campeão da Série B      | Arena Unimed Sicoob[d]           | 7 700       | 0 (não possui)   |
| Estrela do Norte       | Cachoeiro de Itapemirim | 4º da Série A           | Sumaré                           | 6 000       | 1 (2014)         |
| Linhares               | Linhares                | 6º da Série A           | Joaquim Calmon                   | 2 000       | 1 (2007)         |
| Real Noroeste          | Águia Branca            | 3º da Série A           | José Olímpio da Rocha            | 3 200       | 0 (não possui)   |
| Rio Branco-ES          | Vitória                 | Campeão da Série A      | Arena Unimed Sicoob[d]           | 7 700       | 37 (2015)        |
| São Mateus             | São Mateus              | 7º da Série A           | Sernamby                         | 3 854       | 2 (2011)         |
| Sport Linharense       | Linhares                | 8º da Série A           | Joaquim Calmon Conilon[e]        | 2 000 2 664 | 0 (não possui)   |

Obs.:

- a. ^  O Atlético Itapemirim mandou três jogos da Primeira Fase no Estádio Sumaré, em Cachoeiro de Itapemirim.
- b. ^  O Doze mandou três jogos da Primeira Fase no Estádio Sumaré, em Cachoeiro de Itapemirim.
- c. ^  O Doze mandou seus jogos do Quadrangular de Rebaixamento na Arena Unimed Sicoob, em Cariacica.
- d. ^  O Espírito Santo e o Rio Branco-ES mandaram seus jogos na Arena Unimed Sicoob, em Cariacica.
- e. ^  O Sport Linharense mandou seus jogos do Quadrangular de Rebaixamento no Estádio Conilon, em Jaguaré.

## Estádios[5]
| Águia Branca          | Vitória           | Cariacica           | Cachoeiro de Itapemirim |
| José Olímpio da Rocha | Salvador Costa    | Arena Unimed Sicoob | Sumaré                  |
| Capacidade: 3 200     | Capacidade: 3 000 | Capacidade: 7 700   | Capacidade: 6 000       |
|                       |                   |                     |                         |
| Itapemirim            | Jaguaré           | Linhares            | São Mateus              |
| José Olívio Soares    | Estádio Conilon   | Joaquim Calmon      | Sernamby                |
| Capacidade: 1 000     | Capacidade: 2 664 | Capacidade: 2 000   | Capacidade: 3 854       |
|                       |                   |                     |                         |

## Primeira Fase

### Grupo Norte
| Pos | Times            | Pts | J | V | E | D | GP | GC | SG | %    | M       | Classificação ou rebaixamento                |
| --- | ---------------- | --- | - | - | - | - | -- | -- | -- | ---- | ------- | -------------------------------------------- |
| 1   | Rio Branco-ES    | 17  | 8 | 5 | 2 | 1 | 10 | 5  | 5  | 70,8 | Estável | Classificado ao Hexagonal Semifinal          |
| 2   | Real Noroeste    | 15  | 8 | 4 | 3 | 1 | 7  | 4  | 3  | 62,5 | 1       | Classificado ao Hexagonal Semifinal          |
| 3   | Linhares         | 12  | 8 | 4 | 0 | 4 | 7  | 8  | -1 | 50,0 | 1       | Classificado ao Hexagonal Semifinal          |
| 4   | São Mateus       | 7   | 8 | 2 | 1 | 5 | 5  | 8  | -3 | 29,2 | Estável | Classificado ao Quadrangular do Rebaixamento |
| 5   | Sport Linharense | 5   | 8 | 1 | 2 | 5 | 5  | 9  | -4 | 20,8 | Estável | Classificado ao Quadrangular do Rebaixamento |

### Grupo Sul
| Pos | Times                       | Pts | J | V | E | D | GP | GC | SG | %    | M       | Classificação ou rebaixamento                |
| --- | --------------------------- | --- | - | - | - | - | -- | -- | -- | ---- | ------- | -------------------------------------------- |
| 1   | Desportiva Ferroviária[DES] | 14  | 8 | 5 | 3 | 0 | 10 | 3  | 7  | 75,0 | Estável | Classificado ao Hexagonal Semifinal          |
| 2   | Espírito Santo              | 12  | 8 | 3 | 3 | 2 | 6  | 2  | 4  | 50,0 | 1       | Classificado ao Hexagonal Semifinal          |
| 3   | Atlético Itapemirim         | 10  | 8 | 2 | 4 | 2 | 5  | 4  | 1  | 41,7 | 1       | Classificado ao Hexagonal Semifinal          |
| 4   | Estrela do Norte            | 8   | 8 | 2 | 2 | 4 | 4  | 7  | -3 | 33,3 | Estável | Classificado ao Quadrangular do Rebaixamento |
| 5   | Doze                        | 5   | 8 | 1 | 1 | 6 | 1  | 10 | -9 | 20,8 | Estável | Classificado ao Quadrangular do Rebaixamento |

Nota:

- DES ^  A Desportiva Ferroviária perdeu quatro pontos no TJD-ES por conta da escalação irregular do zagueiro Dilsinho no jogo contra o Atlético Itapemirim.[6]

## Hexagonal Semifinal
| Pos | Times                  | Pts | J  | V | E | D | GP | GC | SG | %    | M       | Classificação          |
| --- | ---------------------- | --- | -- | - | - | - | -- | -- | -- | ---- | ------- | ---------------------- |
| 1   | Desportiva Ferroviária | 17  | 10 | 5 | 2 | 3 | 15 | 8  | 7  | 56,7 | 2       | Classificado às Finais |
| 2   | Espírito Santo         | 17  | 10 | 4 | 5 | 1 | 12 | 8  | 4  | 56,7 | Estável | Classificado às Finais |
| 3   | Real Noroeste          | 16  | 10 | 5 | 1 | 4 | 10 | 10 | 0  | 53,3 | 2       |                        |
| 4   | Linhares               | 13  | 10 | 4 | 1 | 5 | 13 | 16 | -3 | 43,3 | Estável |                        |
| 5   | Rio Branco-ES          | 12  | 10 | 4 | 0 | 6 | 11 | 14 | -3 | 40,0 | Estável |                        |
| 6   | Atlético Itapemirim    | 9   | 10 | 2 | 3 | 5 | 11 | 16 | -5 | 30,0 | Estável |                        |

## Quadrangular do Rebaixamento
| Pos | Times            | Pts | J | V | E | D | GP | GC | SG | %    | M       | Rebaixamento             |
| --- | ---------------- | --- | - | - | - | - | -- | -- | -- | ---- | ------- | ------------------------ |
| 1   | São Mateus       | 10  | 5 | 3 | 1 | 1 | 13 | 8  | 5  | 66,7 | Estável |                          |
| 2   | Doze             | 10  | 5 | 3 | 1 | 1 | 10 | 5  | 5  | 66,7 | Estável |                          |
| 3   | Sport Linharense | 6   | 5 | 2 | 0 | 3 | 8  | 13 | -5 | 40,0 | 1       | Rebaixado à Série B 2017 |
| 4   | Estrela do Norte | 3   | 5 | 1 | 0 | 4 | 5  | 10 | -5 | 20,0 | 1       | Rebaixado à Série B 2017 |

Nota:

A FES em acordo com os clubes participantes cancela a última rodada do Quadrangular do Rebaixamento devido a definição antecipada dos rebaixados à Série B de 2017.

## Finais
Jogo de ida
| Sábado, 30 de abril | Espírito Santo | 0 – 1                 | Desportiva Ferroviária | Arena Unimed Sicoob, Cariacica                                  |
| 16:15               |                | Rede Gazeta Relatório | 73' Ramires            | Público: 2,310 Renda: R$ 43.440,00 Árbitro: ES Elvis de Almeida |

| Espírito Santo | Desportiva |

Jogo de volta
| Sábado, 7 de maio | Desportiva Ferroviária | 1 – 0                 | Espírito Santo | Arena Unimed Sicoob, Cariacica                                    |
| 16:15             | Edinho 84'             | Rede Gazeta Relatório |                | Público: 4 062 Renda: R$ 67.695,00 Árbitro: ES Dyorgines Padovani |

| Desportiva | Espírito Santo |

## Premiação
| Campeonato Capixaba de 2016 - Série A       |
| Cariacica                                   |
| ------------------------------------------- |
| Desportiva Ferroviária Campeão (18º título) |

### Seleção do Campeonato
| Pos. | Jogador           | Clube                  |
| ---- | ----------------- | ---------------------- |
| G    | Felipe            | Desportiva Ferroviária |
| Z    | Willyan           | Desportiva Ferroviária |
| Z    | Diogo             | Espírito Santo         |
| LD   | Magno             | Espírito Santo         |
| LE   | Tatá              | Desportiva Ferroviária |
| V    | Dênis Pedra       | Espírito Santo         |
| V    | Vandinho          | Desportiva Ferroviária |
| M    | Paulo Roberto     | Linhares               |
| M    | Edinho            | Desportiva Ferroviária |
| A    | Vitinho           | Espírito Santo         |
| A    | Acerola           | Desportiva Ferroviária |
| T    | Wagner Nascimento | Espírito Santo         |

- Fonte[8]

## Artilharia
| Gols | Jogador           | Time                   |
| ---- | ----------------- | ---------------------- |
| 8    | Júlio Cézar       | Sport Linharense       |
| 7    | Erivelton         | São Mateus             |
| 6    | Cleiton Gladiador | Rio Branco-ES          |
| 6    | Felipe Capixaba   | Rio Branco-ES          |
| 6    | Flávio            | Linhares               |
| 6    | Vitinho           | Espírito Santo         |
| 5    | Acerola           | Desportiva Ferroviária |
| 5    | Charles           | Doze                   |
| 5    | Edinho            | Desportiva Ferroviária |
| 5    | Eraldo            | Atlético Itapemirim    |
| 4    | Paulinho Pimentel | São Mateus             |
| 4    | Paulo Roberto     | Linhares               |
| 4    | Rael Cruel        | Desportiva Ferroviária |
| 4    | Ratinho           | Rio Branco-ES          |
| 4    | Zé Augusto        | Linhares               |

- Fonte[9]

## Transmissão
A Rede Gazeta transmitiu ao vivo quatro partidas do campeonato. Foram exibidos dois jogos do Hexagonal Semifinal e mais as duas partidas da decisão. A grande novidade foi a transmissão dos duelos que acontecem na quarta-feira à noite, com jogos sendo transmitidos às 21:45.